# 本所 (菊川市)
本所（ほんじょ）は静岡県菊川市の大字。

## 地理
菊川市の中部、六郷地区の中部に位置する。いくつかの飛地がある。

### 河川
- 菊川

### 字一覧
40の字がある（2018年（平成30年）10月16日現在）。
- 前田（まえだ）
- 新井（あらい）
- 十王西（じゅうおうにし）
- 前田坪（まえだつぼ）
- 上坪（うえつぼ）
- 前坪（まえつぼ）
- 東河原（ひがしからはら）
- 谷田部（やたべ）
- 五久（ごきゅう）
- 宮下（みやした）
- 宮上（みやうえ）
- 堤ケ谷（つつみがや）
- 雁三（がんぞう）
- 下河原（しもかわはら）
- 山田（やまだ）
- 舟原（ふなばら）
- 沖ノ坪（おきつぼ）
- 島屋敷（しまやしき）
- 柳坪（やなぎつぼ）
- 荒井坪（あらいつぼ）
- 原坪（はらつぼ）
- 初先（はつざき）
- 万田（まんだ）
- 乱杭（らんぐい）
- 島坪（しまつぼ）
- 女淵（おんなぶち）
- 上川原（かみかわはら）
- 水神（すいじん）
- 西浦（にしうら）
- 栗林（くりばやし）
- 細谷（ほそや）
- 若宮（わかみや）
- ウチワンヤ（うちわんや）
- 古田（ふるた）
- 三堂（さんどう）
- 白坂（しらさか）
- 下田（しもた）
- 四ッ枝（よつえだ）
- 打越（うちこし）
- 荒井（あらい）

## 歴史

### 沿革
- 1889年（明治22年）4月1日 - 町村制の施行により、城東郡本所村が周辺の村と合併し、城東郡六郷村となる[WEB 7]。旧村名は六郷村の大字として残る[WEB 8]。
- 1896年（明治29年）4月1日 - 郡制の施行により所属郡が小笠郡に変更。
- 1954年（昭和29年）1月1日 – 六郷村が堀之内町・内田村・横地村・加茂村と新設合併を行い、菊川町が発足する。
- 2005年（平成17年）1月17日 – 菊川町が小笠町と新設合併を行い、菊川市となる。

## 施設
- 学校法人中央学園 幼保連携型認定こども園 菊川中央こども園
- 社会福祉法人双葉福祉会 認定こども園双葉こども園
- 菊川市立六郷小学校
- 菊川市立菊川東中学校
- 菊川文化会館アエル
- 菊川市六郷地区センター
- JA遠州夢咲六郷支店
- 菊川中央工業団地
- バロー菊川店
- 杏林堂ドラッグストア菊川店
- セブン-イレブン菊川本所店
- apollostation 菊川SS
- 菊川市営住宅上本所団地
- 菊川中央公園

## 交通

### バス
- しずてつジャストライン菊川浜岡線：（菊川駅前 方面 - ）五丁目下（ - 加茂地区内区間 - ）アエル（ - 浜岡営業所 方面）
- 菊川市コミュニティバス
  - 西方コース：（菊川市立総合病院 方面 - ）バロー西 - 萬田橋（ - 半済内区間 - ）杏林堂菊川店（ - 半済・堀之内内区間 - ）上本所（マルモ）（ - 堀之内公会堂 方面）
  - 沢水加コース：（菊川市立総合病院 方面 - ）杏林堂菊川店 - 初咲町（ - 半済・堀之内内区間 - ）菊川中央こども園東（ - 半済内区間 - ）上本所団地（ - 六本松集会所 方面）
  - 倉沢・富田コース：（菊川市立総合病院 方面 - ）バロー西 - 杏林堂菊川店（ - 半済・堀之内内区間 - ）上本所（マルモ）（ - 潮海寺内区間 - ）上本所団地（ - 上倉沢公会堂 方面）
  - 菊川東循環コース：（菊川市立総合病院 方面 - ）初咲町 - 杏林堂菊川店（ - 布引原北公会堂 方面）
  - 菊川西循環コース：（菊川市立総合病院 方面 - ）六郷小学校前 - 下本所（ - 半済内区間 - ）杏林堂菊川店 - 初咲町（ - 中内田上地区集落センター 方面）

### 道路
- 静岡県道79号吉田大東線
- 静岡県道235号菊川榛原線
- 菊川市道朝日線（けやき通り）

## その他

### 学区
小学校・中学校の学区は以下の通りである。
| 番・番地等                                              | 小学校             | 中学校               |
| ------------------------------------------------------- | ------------------ | -------------------- |
| 五丁目下                                                | 菊川市立六郷小学校 | 菊川市立菊川西中学校 |
| 雇用促進住宅第1、宮下、上本所団地及び五丁目下を除く地域 | 菊川市立六郷小学校 | 菊川市立菊川東中学校 |
| 雇用促進住宅第1、宮下及び上本所団地                     | 菊川市立河城小学校 | 菊川市立菊川東中学校 |

### 警察
警察の管轄区域は以下の通りである。
| 番・番地等 | 警察署     | 交番・駐在所 |
| ---------- | ---------- | ------------ |
| 全域       | 菊川警察署 | 菊川駅前交番 |

### WEB
1. ↑  “h02_22.csv”.   総務省 (2022年2月10日). 2025年7月14日閲覧。
2. ↑  “静岡県菊川市 (22224)”.   人文学オープンデータ共同利用センター. 2025年7月14日閲覧。
3. ↑  “静岡県 菊川市 本所の郵便番号 - 日本郵便”.   日本郵便. 2025年7月14日閲覧。
4. ↑  “市外局番の一覧”.   総務省 (2022年3月1日). 2025年7月14日閲覧。
5. ↑  “事業所案内及び管轄地域（事務所3件、分室3件）”.   一般社団法人静岡県自動車会議所. 2025年7月14日閲覧。
6. ↑  “菊川市小字一覧 - 静岡県オープンデータ”.   静岡県 (2018年10月16日). 2025年7月14日閲覧。
7. ↑  “historyofcities.pdf”.   静岡県総務部合併推進室・財団法人静岡県市町村振興協会. 2025年7月14日閲覧。
8. ↑  “解説ページ”.   株式会社エア. 2025年7月14日閲覧。
9. ↑  “菊川市／通学区域一覧”.   菊川市 (2024年4月1日). 2025年7月14日閲覧。
10. ↑  “交番駐在所一覧表｜静岡県警察”.   静岡県警察 (2023年6月12日). 2025年7月14日閲覧。